# Socios por el mundo
Socios por el mundo es un programa de viajes y humor chileno emitido en Canal 13, conducido por Pancho Saavedra y Jorge Zabaleta. En 2024 se emite la tercera temporada. Se estrenó el 5 de marzo de 2022, reemplazando a Lugares que hablan en horario prime, y finalizó el 25 de mayo de 2023.
Las grabaciones se llevan a cabo entre noviembre de 2021 y enero de 2023, mientras Saavedra y Zabaleta recorren el mundo.
A pesar de su duración, Socios por el mundo es un éxito en la parrilla programática de Canal 13, superando los 10 puntos de rating. Su competencia fue La divina comida de Chilevisión.

## Personajes
- Pancho Saavedra
- Jorge Zabaleta

### Personajes invitados
- Mariana Díaz
- Einer Rubilar

## Auspiciadores
- Tapp de Caja Los Andes
- Unimarc

### Patrocinadores
- PF Alimentos